# Rio Fratta
Le rio Fratta est un ruisseau d'Italie centrale et un affluent du Tibre. 

## Géographie
Il prend sa source au poggio Castello à une altitude de 492 m, province de Viterbe dans le Latium.
- Affluent de droite du fleuve Tibre qu'il rejoint à Borghetto, frazione de Civita Castellana.